# Commune de l'Antarctique chilien
Ne doit pas être confondu avec Province de l'Antarctique chilien.
La commune de l'Antarctique chilien (en espagnol : Antártica) est le territoire en Antarctique revendiqué par le Chili. La commune de l'Antarctique chilien s'étend du 53e méridien ouest au 90e méridien ouest et du Pôle Sud au 60e parallèle sud. Le territoire est administré par la municipalité située dans la commune de Cabo de Hornos localisé dans le territoire sud-américain.

## Histoire
D'après l'organisation territoriale du Chili, Antártica est le nom de la commune qui administre le territoire. La commune d'Antártica est dirigé par la municipalité de Cap Horn. La commune fait partie de la région de Magallanes et de l'Antarctique chilien qui couvre tout le territoire chilien de l'Antarctique. D'après le recensement de 2002 de l'Institut national des statistiques (Chili), Antártica possède une superficie d'1 250 000 km2 pour un total de 130 habitants (115 hommes et 15 femmes), faisant de cette commune une zone rurale. La population a diminué de 1 % (1 personne) entre les recensements de 1992 et 2002.
Antártica est fondé en 1961 dépendant de la province de Magallanes jusqu'à la création de la province d'Antártica Chilena en 1975.

## Démographie
Selon le recensement de 2002 de l'Instituto Nacional de Estadísticas, l'Antarctique chilien s'étend sur 1 250 000 km2 et compte 130 habitants (115 hommes et 15 femmes), ce qui fait de la commune une zone entièrement rurale. La population a diminué de 12 % (15 personnes) entre les recensements de 2002 et 2012. Ce chiffre n'inclut pas le personnel des bases non chiliennes dans la région.
La commune est composée de deux districts de recensement :
- Piloto Pardo (pop. 114), composé des îles Shetland du Sud et nommé d'après Luis Pardo, avec la seule localité civile, Villa Las Estrellas.
- Tierra de O'Higgins (continent antarctique) (16 habitants), dont la capitale communale est Puerto Covadonga (base O'Higgins)[3],[4].

## Politique
L'Antarctique appartient à la district électoral no 28 et au 15e district sénatorial (Magallanes).
Elle est représentée à la Chambre des députés du Congrès national par les députés Carlos Bianchi (Ind./PPD), Christian Matheson (Ind. /Elle est également représentée au Sénat par les sénateurs Karim Bianchi (indépendant) et Alejandro Kusanovic (Ind./RN).
La Ilustre Municipalidad de Cap Horn, chargée de gérer la commune antarctique, est dirigée par le maire. Patricio Fernández, qui est conseillé par les conseillers : Karina Cárcamo Barría (Ind./UDI), Carolina Isabel Guenel González (Ind./RN), José Luis Paredes Soto (RN), Karina Sandoval Mansilla (Ind./RN), Alberto Serrano Fillol (Ind/ Dignidad Ahora), et Juan Velásquez Muñoz (PS).

## Économie
En 2018, le nombre d'entreprises enregistrées en Antarctique était de 2. L'indice de complexité économique (ICE) pour la même année était de -1,28, tandis que les activités économiques ayant l'indice d'avantage comparatif révélé (ACR) le plus élevé étaient les entrepreneurs mineurs en construction, les briqueteurs, les charpentiers (44,83), les activités de conseil en affaires et en gestion (3,81) et la culture du blé (0,0).